# وادي الفجا
وادي الفُجَا أحد الأودية الواقعة في منطقة جازان جنوب غرب السعودية.

## تاريخياً
يعتبر الوادي من الأودية التي ذكرت في التاريخ، حيث ذكره الهمداني في كتابه «صفة جزيرة العرب» حيث قال: «ثم بعد وادي خلب وادي جازان ووادي ضمد ومآتيهما من غيلان جبل بني رازح ابن خولان وأشراف رغافة ومساقط عنم ويسقيان أرض ضمد وجازان إلى البحر، وبينهما وبين خلب أودية دون هذه مثل زائرة والفجا وشاية تسقي شمالي مخارف حكم».

## نبذة
يقع وادي الفُجَا شمال وادي الخُمس وشمال محافظة أحد المسارحة، ويلتقي بوادي مقاب جنوب قرية العروج وشمال قرية جنيدة. كما تقع شماله كل من قرى العروج، وخضراء الخلفة، والكوادمة الغربية، والشريمية، وغلبينة، والعقلة، ووادي طير، وعيسان، وإسكان الحصمة، والقحمة، والأسرار، والحلحلة، والمهدج. كما تقع جنوبه كل من قرى جنيدة، والضبرة، والقراعية، والمحامل، والهندية، والشرجة، والشعوب، والمصقع، والحشيفاء. أما عن منابع الوادي فإنها تأتي من الجبال القريبة الواقعة جنوب شرق أبو عريش وجنوب غرب العارضة. وقد أقيم على ضفته الشمالية إسكان الحصمة.